# Fässbergsgymnasiet
Fässbergsgymnasiet var en gymnasieskola i närheten av Mölndals centrum i Mölndals kommun söder om Göteborg. Den hade sitt ursprung i Mölndals samrealskola och kommunala gymnasium och använde lokaler invigda 1963. 
Skolan var en medelstor skola med cirka 700 elever och var ett av Sveriges 20 gymnasier som mellan 2009 och 2012 erbjöd spetsutbildning - programmet hette Samhällsvetenskap och humaniora. Inför höstterminen 2011 organiserades skolan om i fem enheter med en rektor för varje enhet. Den 24 oktober 2012 invigdes den nya aulan Fässbergssalen, totalrenoverad och omvandlad till evenemangssal för 400 personer med ny digital teknik. Skolan lades ned 2015 . Lokalerna kommer att användas av den nystartade Fässbergsskolan.

## Utmärkelser
År 2008 utsågs biblioteket i Fässbergsgymnasiet till "Årets skolbibliotek" med över 20 000 titlar. Motiveringen löd:
"Fässbergsgymnasiet har i ett studiecentrum samlat de resurser som krävs för att ge alla elever, oberoende av förutsättningar, en god möjlighet att klara gymnasiestudierna. Genom den samarbetskultur som vuxit fram mellan lärare och bibliotekarier har eleverna blivit vinnarna. Den öppna och välkomnande atmosfären i Studiecentrum gör att även den mest ovane användaren känner sig välkommen."

## Program, inriktningar och profiler

### Spetsutbildning 2009–2012
- Samhällsvetenskap och humaniora - spetsutbildning[10][11] (godkänt i minst 12 ämnen, antagningsintervju.) Intag stoppat inför 2013.[1]

### Övriga program
- El- och energiprogrammet (EE) - inriktning elteknik (ETG-partner)

- Estetiska programmet (ES) - inriktning Modedesign[12][13] (start hösten 2013, antagningsprov)
- Estetiska programmet (ES) - inriktning Musik
- Estetiska programmet (ES) - inriktning Teater
- Estetiska programmet (ES) - inriktning Estetik och media

- Handels- och administrationsprogrammet (HA) - inriktning handel och service. Intag stoppat inför 2013.
- Introduktionsprogrammet (IM)
- Naturvetenskapsprogrammet (NA) - profiler fysik, datorteknik och biomedicin

- Samhällsvetenskapsprogrammet (SA) – beteendevetenskap, profil kriminologi
- Samhällsvetenskapsprogrammet (SA) – samhällsvetenskap, profil geografi
- Samhällsvetenskapsprogrammet (SA) – medier, samhälle och kommunikation – profil tv och journalistik

- Teknikprogrammet (TE) - inriktning arkitektur
- Teknikprogrammet (TE) - inriktning information- och medieteknik

Gymnasiesärskolan finns också på Fässbergsgymnasiet.
Kulturskolan i Mölndal planeras flytta in i angränsande lokaler i augusti 2013.
[uppföljning saknas]

## Några kända elever
| - Per Andersson, skådespelare - Mikael Fjelldal, skådespelare - Anders Frisk, fotbollsdomare - Lars Gahrn, historiker - Magnus Gustafsson, tennisspelare - Eddie Gustavsson, ekonom | - Mattias Göransson, journalist och författare - Hans Höglund, friidrottare (kula) - Erica Johansson, friidrottare (längdhopp) - Kitty Jutbring, programledare/radiopratare - Jaan Kaber, ekonom - Magnus Kahnberg, ishockeyspelare - Lennart Kanter, jurist - Mikael Ljungberg, brottare | - Anders Prytz, fotbollsspelare - Lotta Schelin, fotbollsspelare - Tomas Simson, sportjournalist - Stefan Sporsén, musiker - Oscar Swartz, IT-entreprenör, skribent - Cecilia Vennersten, artist - William Wahlström, modedesigner - Niklas Wallenlind, friidrottare (400 m häck) - Michael Mendoza, magiker |